# Wilbur Bascomb
Wilbur Odell "Dud" Bascomb (Birmingham (Alabama), 16 mei 1916 - New York, 25 december 1972) was een Amerikaanse trompettist in de swing en souljazz.
Als tiener sloot Bascomb zich met zijn broer Paul aan bij de college-band Bama State Collegians, die vanaf rond 1934 geleid werd door Erskine Hawkins en in New York ging spelen. Bascomb bleef bij Hawkins tot 1944: hij speelde mee op veel opnames van de band, waaronder op de eerste opname van de hit "Tuxedo Junction" in 1939.
Na 1944 leidde hij met Paul drie jaar lang een eigen band en in 1946 nam hij onder eigen naam verschillende platen op voor DeLuxe Records en Alert Records. Bij de opnames voor Alert werd hij bijgestaan door onder meer Tiny Grimes en Sid Catlett. Hij leidde enkele combo's in New Jersey en ook Philadelphia waar hij blueszanger Wynonie Harris begeleidde (1950). Eind jaren vijftig speelde hij als vervanger bovendien af en toe mee in het orkest van Duke Ellington.
In 1954 nam hij een paar platen op voor Tru-Blue Records en in de tweede helft van de jaren vijftig werkte hij als sessiemuzikant voor verschillende rhythm & blues en -rock-'n-roll-acts zoals the Shirelles, de Isley Brothers en Joe Tex. In diezelfde tijd nam hij enkele platen op (zoals een nieuwe versie van "Tuxedo Junction") met een groep met onder meer Taft Jordan, uitgekomen op Savoy en Sharp Records. In de jaren zestig toerde hij met kleine groepen waarmee hij bijvoorbeeld Dinah Washington en Carmen McRae begeleidde. Ook speelde hij mee op (soul-)jazz-platen van Freddie McCoy (1967-1968), Willis Jackson (1968), Barry Goldberg (1969) en Buddy Tate (1970).
Bascomb is de vader van de jazzfunk-basgitarist Wilbur Bascomb, Jr..